# 古城回族乡
古城回族乡是中华人民共和国青海省海东市平安区下辖的一个民族乡。

## 行政区划
古城回族乡下辖以下村级行政区划单位：
古城村、总门村、北村、沙卡村、木场村、且尔甫村、山城村、牌楼沟村、新庄尔村、角加村、扎门村、石壁村、六台村和黑林滩村。